# Guido Zöllick
Guido Zöllick (* 2. Mai 1970 in Rostock) ist ein deutscher Gastgewerbe-Manager, seit 2007 Hoteldirektor des Hotels Neptun in Warnemünde und seit 2016 Präsident des Deutschen Hotel- und Gaststättenverbands (DEHOGA).

## Leben
Zöllick ist der Sohn des Politikers Wolfgang Zöllick. Als Jugendlicher spielte er Fußball bei der BSG Schiffahrt/Hafen Rostock und bei der BSG Motor Neptunwerft Rostock, dann im Nachwuchskader des FC Hansa Rostock, wurde aber wegen Westverwandtschaft nicht im Hansa-Reisekader aufgenommen.
Nach der mittleren Reife an der 59. Oberschule Rostock machte er von 1986 bis 1988 im Hotel Neptun in Warnemünde die Ausbildung zum Kellner bzw. Restaurantfachmann und übte diesen Beruf bis 1990 aus. Nach der Wende folgte 1990/91 ein Jahr als Commis de Rang im Bremer Marriott-Hotel. Nach der Eröffnung des Scandic-Crown-Hotels in Lübeck war er dort im Zeitraum 1991 bis 1993 Demi-Chef de Rang, dann Chef de Rang und Bankettassistent und sammelte dort weitere Erfahrungen im Restaurant, an Bar und Bankett. 1993 bis 1995 war er wiederum in Warnemünde Direktionsassistent im Best Western Hanse Hotel. Nach Ableistung des neunmonatigen Zivildienstes 1995 wurde er stellvertretender Direktor und Gastronomischer Leiter des Best Western Europa Hotels in Greifswald. Von 1996 bis 1998 war er Bankett-, Food- & Beverage-Manager des neueröffneten Strand-Hotels Hübner in Warnemünde. 1998/99 war er Bankett- und Cateringleiter im Park Hotel Bremen.
1999 wurde er Direktor des Hotels Warnemünder Hof. Nach achtjähriger Hotelleitung wurde er 2007 Generalmanager und Geschäftsführer des Hotels Neptun in Warnemünde, in dem seine Karriere 1986 begonnen hatte. Zum Jahreswechsel 2017/18 erweiterte er das Hotelangebot um das Weinrestaurant „Weineck“ an der Warnemünder Strandpromenade.
Seit 2005 war Zöllick Präsident des DEHOGA Mecklenburg-Vorpommern, seit 2012 zusätzlich stellvertretender Präsident des DEHOGA Bundesverbandes. 2016 wurde er zum Bundesvorsitzenden des DEHOGA gewählt.
Zöllick ist Vizepräsident und Schatzmeister im Präsidium des Bundesverbands der Deutschen Tourismuswirtschaft und Vizepräsident im Verwaltungsrat der Deutschen Zentrale für Tourismus. Zudem ist er unter anderem Vizepräsident der Vereinigung der Unternehmensverbände für Mecklenburg-Vorpommern, Mitglied im Kuratorium Gesundheitswirtschaft Mecklenburg-Vorpommern, Beiratsmitglied des Landesmarketings  Mecklenburg-Vorpommern „MV tut gut.“ und der Rostocker Gesellschaft für Tourismus & Marketing, sowie Mitglied der European Hotel Managers Association (EMHA).
Er lebt in langjähriger Lebenspartnerschaft und ist Vater zweier Kinder.

## Auszeichnungen
- 2009: Unternehmenspreis für Generalmanager Guido Zöllick und das Hotel Neptun-Team